# Yūichi Katō
Yūichi Katō (雄一加藤 Katō Yūichi?, nacido el 6 de enero de 1988), es un artista y mangaka de la Prefectura de Aichi (愛知県, Aichi ken), Japón; actualmente es reconocido por ser el autor del manga Yancha Gal no Anjō-san. Durante 11 años fue profesor de arte visual y manga en la  Universidad de Nagoya Zokei (名古屋造形大学 Nagoya zōkei daigaku?) en la ciudad de Komaki (小牧市 Komaki-shi?).

## Obras[4]
- Yancha Gyaru no Anjō-san (manga): Arte e historia
- Anjō-san no Gakkō no Hokenshitsu no Komaki-sensei (spinoff): Historia
- Yancha Gal no Anjō-san-tachi: Kō-1-hen (spinoff): Historia
- Cool Girl and a Straightforward Guy (oneshot): Arte e historia
- Komaki-sensei no Dungeon Hoken Dayori (spinoff): Historia
- Ijiranaide, Nagatoro-san (Antología): Arte e historia
- Just Flirting With a Cute, Annoying Kouhai (oneshot): Arte e historia
- Lala Laundry at Midnight (oneshot): Arte e historia
- 07-Ghost (anime): Guionista
- Yo-Kai Watch (anime): Guionista
- Bakemonogatari (manga): ilustrador cap.110
- Erased (TV): Cooperación de escenario "Hiniiru" ep.11
- Eureka Seven AO (manga): Arte e historia
- Hiniiru (manga): Arte e historia
- Surely Someday (manga): Arte e historia